# Romario Williams
Romario Williams (Portmore, Middlesex, Jamaica, 15 de agosto de 1994) es un futbolista jamaicano. Juega de delantero y su equipo es el Indy Eleven de la USL Championship. Fue nombrado así por la leyenda del fútbol brasileño Romário.

## Trayectoria

### Universidad
Williams jugó al soccer universitario en la Universidad de Florida Central con los UCF Knights, donde anotó 18 goles y cinco asistencias en 51 juegos, 46 de estos como titular. Fue nombrado jugador del año de la American Athletic Conference en 2013.

### Profesional
Williams fue seleccionado por Montreal Impact en el MLS Super Draft de 2015. El jugador jamaicano debutó profesionalmente el 28 de marzo de 2015 en el empate a dos ante Orlando City SC.
Atlanta United fichó al jugador el 11 de diciembre de 2016 desde Impact a cambio de la selección de la tercera ronda del Super Draft MLS 2018. El 7 de abril de 2018, WIlliams anotó su primer gol en la MLS, en la victoria 5-0 ante Los Angeles Football Club.
El 1 de julio de 2019 fue intercambiado al Columbus Crew por $100.000.
Solo estuvo medio año en Columbus, ya que el jugador fue liberado al término de la temporada 2019. Romario fichó por el Miami FC el 1 de enero de 2020, club que ese año se unió a la USL Championship.
En diciembre de 2020 fichó por el Al-Ittihad de la Premier League de Egipto. Estuvo unos meses en el país africano y en agosto de 2021 se marchó al Qadsia S. C. kuwaití.
En julio de 2022, regresó a los Estados Unidos, y fichó en el New Mexico United de la USL Championship.
La siguiente temporada, se incorporó al Colorado Springs Switchbacks.

## Selección nacional
Williams ha representado a Jamaica en las categorías sub-17 y fue parte del equipo que jugó la Copa del mundo sub-17 de 2011. En 2015 fue convocado para la selección de Jamaica sub-23.
Williams debutó en la selección de Jamaica por las clasificatorias de la Copa del Caribe contra Surinam el 13 de noviembre de 2016.

## Estadísticas
Actualizado al último partido disputado el 7 de abril de 2018.
| Club                              | Div.          | Temporada     | Liga  | Liga  | Copas nacionales | Copas nacionales | Copas internacionales | Copas internacionales | Total | Total |
| Club                              | Div.          | Temporada     | Part. | Goles | Part.            | Goles            | Part.                 | Goles                 | Part. | Goles |
| --------------------------------- | ------------- | ------------- | ----- | ----- | ---------------- | ---------------- | --------------------- | --------------------- | ----- | ----- |
| Montreal Impact · Canadá          |               |               |       |       |                  |                  |                       |                       |       |       |
| 1.ª                               | 2015          | 2             | 0     | 0     | 0                | 0                | 0                     | 2                     | 0     |       |
| Total club                        | Total club    | 2             | 0     | 0     | 0                | 0                | 0                     | 2                     | 0     |       |
| FC Montréal · Canadá              |               |               |       |       |                  |                  |                       |                       |       |       |
| 2.ª                               | 2015          | 7             | 0     | 0     | 0                | -                | -                     | 7                     | 0     |       |
| Total club                        | Total club    | 7             | 0     | 0     | 0                | 0                | 0                     | 7                     | 0     |       |
| Charleston Battery Estados Unidos |               |               |       |       |                  |                  |                       |                       |       |       |
| 2.ª                               | 2016          | 29            | 10    | 1     | 0                | -                | -                     | 30                    | 10    |       |
| 2.ª                               | 2017          | 23            | 15    | 1     | 0                | -                | -                     | 24                    | 15    |       |
| Total club                        | Total club    | 52            | 25    | 2     | 0                | 0                | 0                     | 54                    | 25    |       |
| Atlanta United Estados Unidos     |               |               |       |       |                  |                  |                       |                       |       |       |
| 1.ª                               | 2018          | 17            | 1     | 2     | 1                | -                | -                     | 19                    | 2     |       |
| 1.ª                               | 2019          | 2             | 0     | 1     | 1                | 1                | 0                     | 4                     | 1     |       |
| Total club                        | Total club    | 19            | 1     | 3     | 2                | 1                | 0                     | 23                    | 3     |       |
| Atlanta United 2 Estados Unidos   |               |               |       |       |                  |                  |                       |                       |       |       |
| 2.ª                               | 2018          | 7             | 4     | -     | -                | -                | -                     | 7                     | 4     |       |
| 2.ª                               | 2019          | 5             | 3     | -     | -                | -                | -                     | 5                     | 3     |       |
| Total club                        | Total club    | 12            | 7     | 0     | 0                | 0                | 0                     | 12                    | 7     |       |
| Columbus Crew Estados Unidos      |               |               |       |       |                  |                  |                       |                       |       |       |
| 1.ª                               | 2019          | 7             | 1     | 0     | 0                | -                | -                     | 7                     | 1     |       |
| Total club                        | Total club    | 7             | 1     | 0     | 0                | 0                | 0                     | 7                     | 1     |       |
| Miami FC Estados Unidos           |               |               |       |       |                  |                  |                       |                       |       |       |
| 2.ª                               | 2020          | 16            | 8     | 0     | 0                | -                | -                     | 16                    | 8     |       |
| Total club                        | Total club    | 16            | 8     | 0     | 0                | 0                | 0                     | 16                    | 8     |       |
| Total carrera                     | Total carrera | Total carrera | 115   | 42    | 5                | 2                | 1                     | 0                     | 121   | 44    |

## Palmarés

### Títulos nacionales
| Título   | Club           | País           | Año  |
| -------- | -------------- | -------------- | ---- |
| Copa MLS | Atlanta United | Estados Unidos | 2018 |